# روپوش لوله

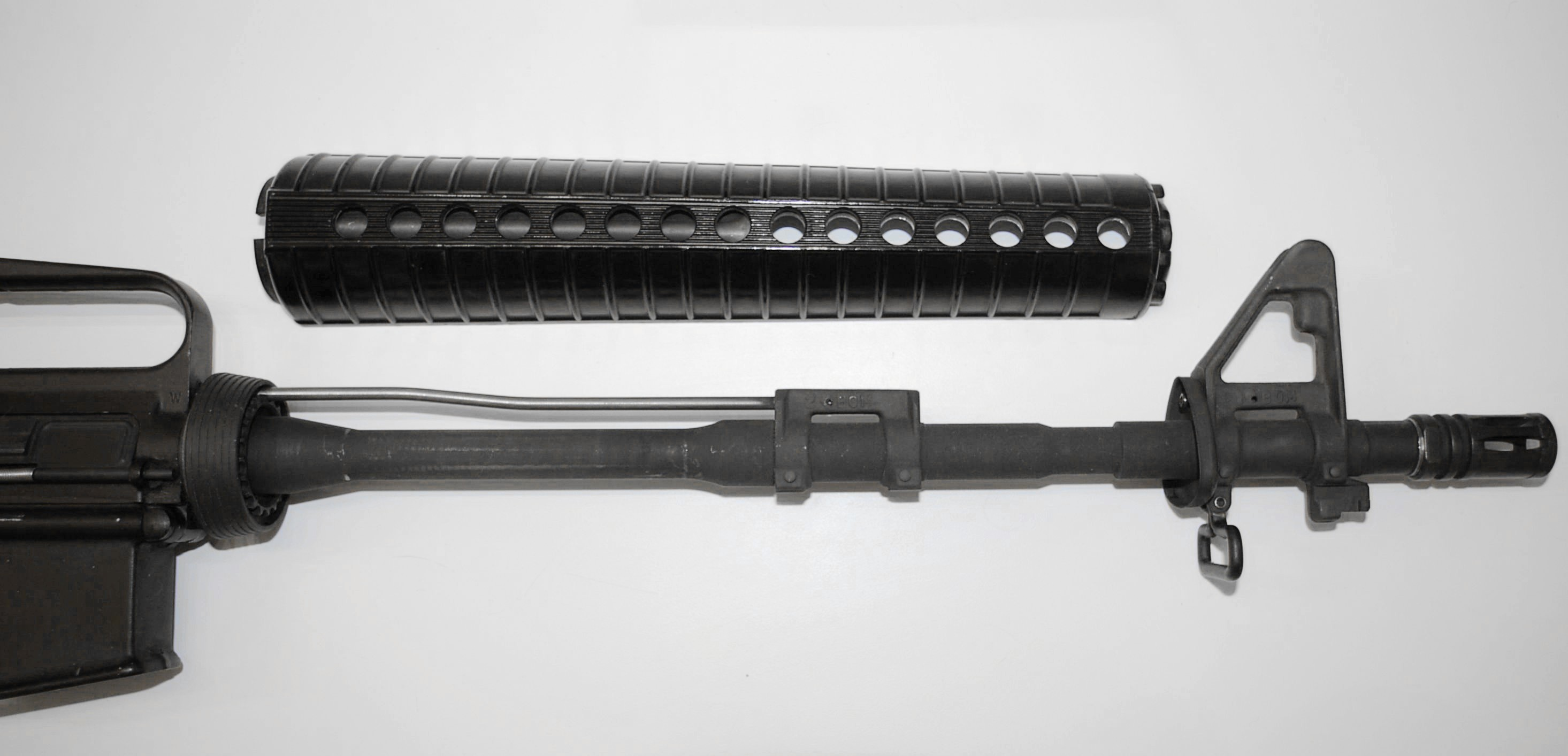
روپوش لوله

روپوش لوله بخشی از سلاح‌های دستی است که در بر روی لولهٔ شلیک قرار داده می‌شود تا حفاظت دست و انگشتان را بهبود ببخشد.
روپوش لوله همچنین می‌تواند برای اتصال قطعاتی دیگر به اسلحه همچون دستگیره مسلح‌کننده و سه‌پایه کاربرد داشته باشد.